# Velzic
Velzic – miejscowość i gmina we Francji, w regionie Owernia-Rodan-Alpy, w departamencie Cantal.
Według danych na rok 1990 gminę zamieszkiwały 364 osoby, a gęstość zaludnienia wynosiła 32 osoby/km² (wśród 1310 gmin Owernii Velzic plasuje się na 496. miejscu pod względem liczby ludności, natomiast pod względem powierzchni na miejscu 762.).